# ماریو بازینا
ماریو بازینا (کرواتی: Mario Bazina؛ زادهٔ ۸ سپتامبر ۱۹۷۵) بازیکن فوتبال اهل کرواسی بود.
از باشگاه‌هایی که در آن بازی کرده‌است می‌توان به باشگاه فوتبال دینامو زاگرب، باشگاه فوتبال راپید وین، باشگاه فوتبال گراتس، باشگاه فوتبال شیروکی بریگ، باشگاه فوتبال آستریا وین، و باشگاه فوتبال خرواتسکی دراگوولیاتس اشاره کرد.
وی همچنین در تیم‌های ملی فوتبال زیر ۲۰ سال کرواسی، زیر ۲۱ سال کرواسی، و کرواسی بازی کرده‌است.